# Notholirion campanulatum
Notholirion campanulatum ist eine Pflanzenart aus der Gattung Notholirion innerhalb der Familie der Liliengewächse (Liliaceae). Sie ist ein Synonym bei einzelnen Autoren, aber nicht in der Flora of China 2000, von Notholirion bulbuliferum (Lingelsh.) Stearn.

## Beschreibung
Sie wächst als mehrjährige krautige Pflanze und erreicht Wuchshöhen von 60 bis 100 Zentimetern. Vor dem Absterben der alten Pflanze werden viele mit einer Größe von 5 bis 6 Millimetern kleine, ovale Zwiebeln gebildet.
Pro traubigen Blütenstand gibt es 10 bis 16 Blüten. Die zwittrige Blüte ist dreizählig und glockenförmig. Die Blütenhüllblätter sind rot bis dunkelrot, rosafarben oder selten rötlich-violette. Die Blütenhüllblätter sind gleichgeformt (Tepalen) (3,5 bis 5 × 1 bis 2 cm).
Die bräunliche Kapselfrucht ist bei einer Länge von 2 bis 2,5 Zentimetern sowie einem Durchmesser von 1,6 bis 1,8 Zentimetern länglich. Die Blütezeit reicht Juni bis August. Die Frucht reift im gleichen Jahr, nach der Samenbildung stirbt das Pflanzenexemplar ab.

## Vorkommen
Notholirion campanulatum kommt in Bhutan und Myanmar vor und gedeiht an Waldrändern und grasigen Hängen in Höhenlagen von 2800 bis 4500 Metern in den chinesischen Provinzen Sichuan und nordwestliches Yunnan.